# Garreta caffer
Garreta caffer là một loài bọ cánh cứng trong họ Bọ hung (Scarabaeidae).